# Muhammad Ali do Brunei
Muhammad Ali foi o décimo segundo sultão de Brunei. Ele governou de 1660 até ser estrangulado por seu sucessor Abdul Hakkul Mubin em 1661. Sua morte levou ao início da Guerra Civil de Brunei. Após sua morte, ele era conhecido localmente como Marhum Tumbang Di Rumput. Ele foi vingado por seu genro Muhyiddin, que mais tarde se tornou o décimo quarto sultão de Brunei.